# (541014) 2017 YR2
(541014) 2017 YR2 es un asteroide perteneciente al cinturón de asteroides descubierto el 28 de mayo de 2008 por el equipo del Mount Lemmon Survey desde el Observatorio del Monte Lemmon, Arizona, Estados Unidos.

## Designación y nombre
Designado provisionalmente como 2017 YR2.

## Características orbitales
2017 YR2 está situado a una distancia media del Sol de 3,155 ua, pudiendo alejarse hasta 3,932 ua y acercarse hasta 2,378 ua. Su excentricidad es 0,246 y la inclinación orbital 24,29 grados. Emplea 2047,63 días en completar una órbita alrededor del Sol.

## Características físicas
La magnitud absoluta de 2017 YR2 es 15,9. 